# Gänget i tunnelbanan / Christiane F.
Gänget i tunnelbanan / Christiane F. (originaltitel Wir Kinder vom Bahnhof Zoo / Christiane F.) är en tysk biografisk bok av Kai Hermann och Horst Rieck, utgiven av Stern 1978.

## Handling
Boken handlar om det hårda livet kring Bahnhof Berlin Zoologischer Garten i Västberlin i mitten av 1970-talet. I centrum står Christiane F., egentligen Christiane Vera Felscherinow, en ung prostituerad narkoman som lever ett liv i missbruk och kriminalitet. Christiane började med droger efter att familjen flyttat till förorten Gropiusstadt. På kort tid gick hon ner sig allt djupare, från att först ha rökt hasch för att sedan ta olika tabletter och så småningom börja injicera heroin.

## Mottagande
Boken skapade en stor debatt i Berlin som bland annat föranledde en sanering av järnvägsstationen Zoologischer Garten. Boken blev även en film, Vi barn från Bahnhof Zoo från 1981.